# Gymnoscelis lindbergi
Gymnoscelis lindbergi là một loài bướm đêm trong họ Geometridae.